# 蜥類
蜥類（Sauria）是個爬行動物演化支，包含所有現存雙孔亞綱與鳥類，以及牠們的最近共同祖先、其最近共同祖先的後代。牠們最早出現於二疊紀，當時是外表類似蜥蜴的爬行動物。根據頭顱骨與骨骼特徵，可以進一步分為鱗龍形下綱、主龍形下綱。
在早期的非正式用法中，「Sauria」是蜥蜴亞目（Lacertilia）的同義詞。但因為蜥蜴本身是個並系群，在1984年，嘉克斯·高斯特（Jacques Gauthier）正式命名蜥類（Sauria），並建立系統發生學定義。
蜥類包含了現在還存活於世界上的鳥類、龜類、鱷魚、蛇和蜥蜴，也包括了已經滅絕的恐龍、翼龍、滄龍。

## 外部連結
- 蜥類的演化樹